# Pinanga isabelensis
Pinanga isabelensis är en enhjärtbladig växtart som beskrevs av Odoardo Beccari. Pinanga isabelensis ingår i släktet Pinanga och familjen Arecaceae. Inga underarter finns listade i Catalogue of Life.